# Brvnište
Brvnište (hongrois : Boronás) est un village de Slovaquie situé dans la région de Trenčín.

## Histoire
La première mention écrite du village date de 1598.

## Démographie

### Évolution de la population
| Année:               | 1994. | 2004.   | 2014.   | 2024.   |
| -------------------- | ----- | ------- | ------- | ------- |
| Nombre de personnes: | 1154  | 1170    | 1190    | 1167    |
| Différence:          |       | +1,38 % | +1,70 % | -1,93 % |

| Année:               | 2023. | 2024.   |
| -------------------- | ----- | ------- |
| Nombre de personnes: | 1172  | 1167    |
| Différence:          |       | -0,42 % |